# 歧義句構
歧義句構（amphibology, amphiboly）或歧義結構係指因歧義的文法結構，導致一個句子能以多種不同方式理解的情形。

## 示例
例一
他是我剛認識的小明的哥哥
可解作「我剛認識的小明」「的哥哥」，或「我剛認識的」「小明的哥哥」。
例二
台北和花蓮的某些地方
可解作「台北和花蓮的」「某些地方」，或「台北」「和」「花蓮的某些地方」。

## 相關概念
- 轄域：邏輯學上常用轄域的概念分析語句的意義。
- 歧義謬誤
- 辨慶讀法

## 外部連結
- （中文） 歧义结构的类型及其消除方法 （页面存档备份，存于）